# Kris Meeke
Kris Meeke, född 2 juli 1979 i Dungannon i Nordirland, är en tidigare nordirländsk professionell rallyförare.

## Tidig karriär
Meeke klättrade fort i karriären med sin aggressiva körstil och körde JVM (Junior WRC) för Opel 2003. Colin McRae blev hans mentor och hjälpte honom att komma till Citroën där han tävlade i JVM.

## Peugeot
Meeke hade därefter ett uppehåll i ett par år på grund av ekonomiska skäl innan han blev vald av Peugeot UK att tävla för dem med en Peugeot 207 S2000 i Intercontinental Rally Challenge 2009, där han vann fyra tävlingar under säsongen och blev mästare.
Meeke fortsatte köra för Peugeot UK 2010. 

## Mini
2011 körde han för Mini i WRC tills de släppte honom i slutet av året av ekonomiska skäl.

## Citroën
Mellan 2013 och 2018 körde han för Citroën i WRC, där han tog sina hittills enda segrar, fem till antalet. Den 24 maj 2018 fick han sparken från Citroën efter ett flertal krascher.

## Toyota
Inför 2019 skrev han på som förare för Toyotas fabriksstall, Toyota Gazoo Racing, men stod utan kontrakt året efter när teamet plockade in Sébastien Ogier, Elfyn Evans och Kalle Rovanperä inför säsongen 2020.

## Privatliv
Meeke är utbildad ingenjör i maskinteknik och började sin karriär som CAD-designer hos Ford M-Sport 2002, innan han började tävla lokalt i en Peugeot.

## Vinster i WRC
| Säsong | Tävling                         | Co-driver  | Bil             |
| ------ | ------------------------------- | ---------- | --------------- |
| 2015   | Rally Argentina                 | Paul Nagle | Citroën DS3 WRC |
| 2016   | Rally de Portugal Rally Finland | Paul Nagle | Citroën DS3 WRC |
| 2017   | Rally Mexiko Rally Catalunya    | Paul Nagle | Citroën C3 WRC  |

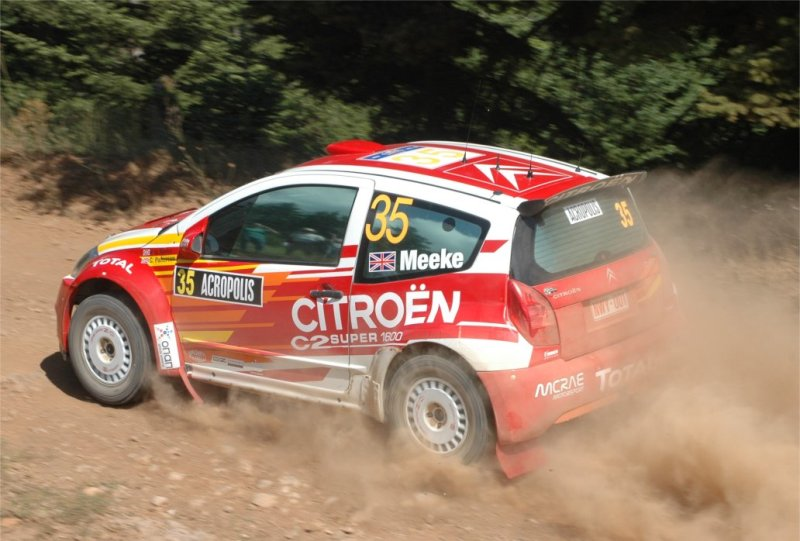
Kris Meeke i Akropolisrallyt 2005.
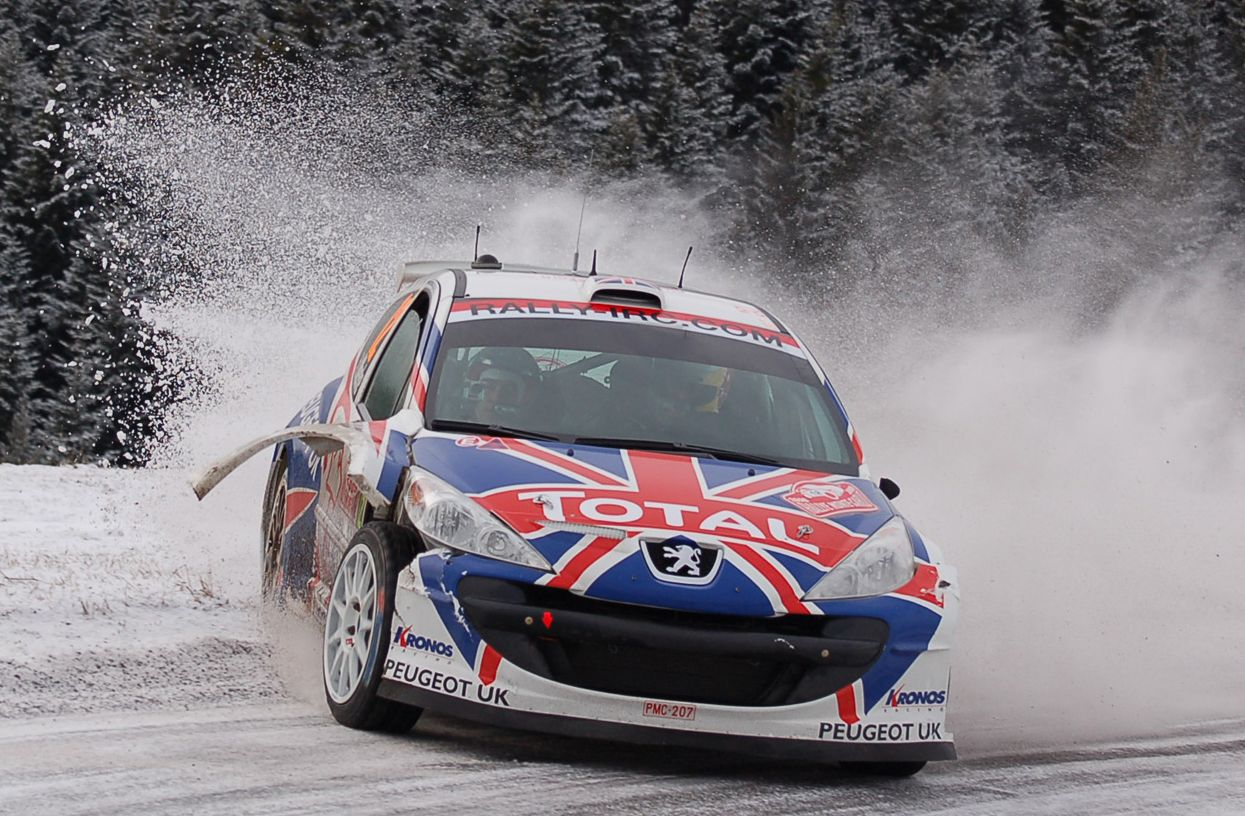
Kris Meeke i Monte Carlo-Rallyt 2009.
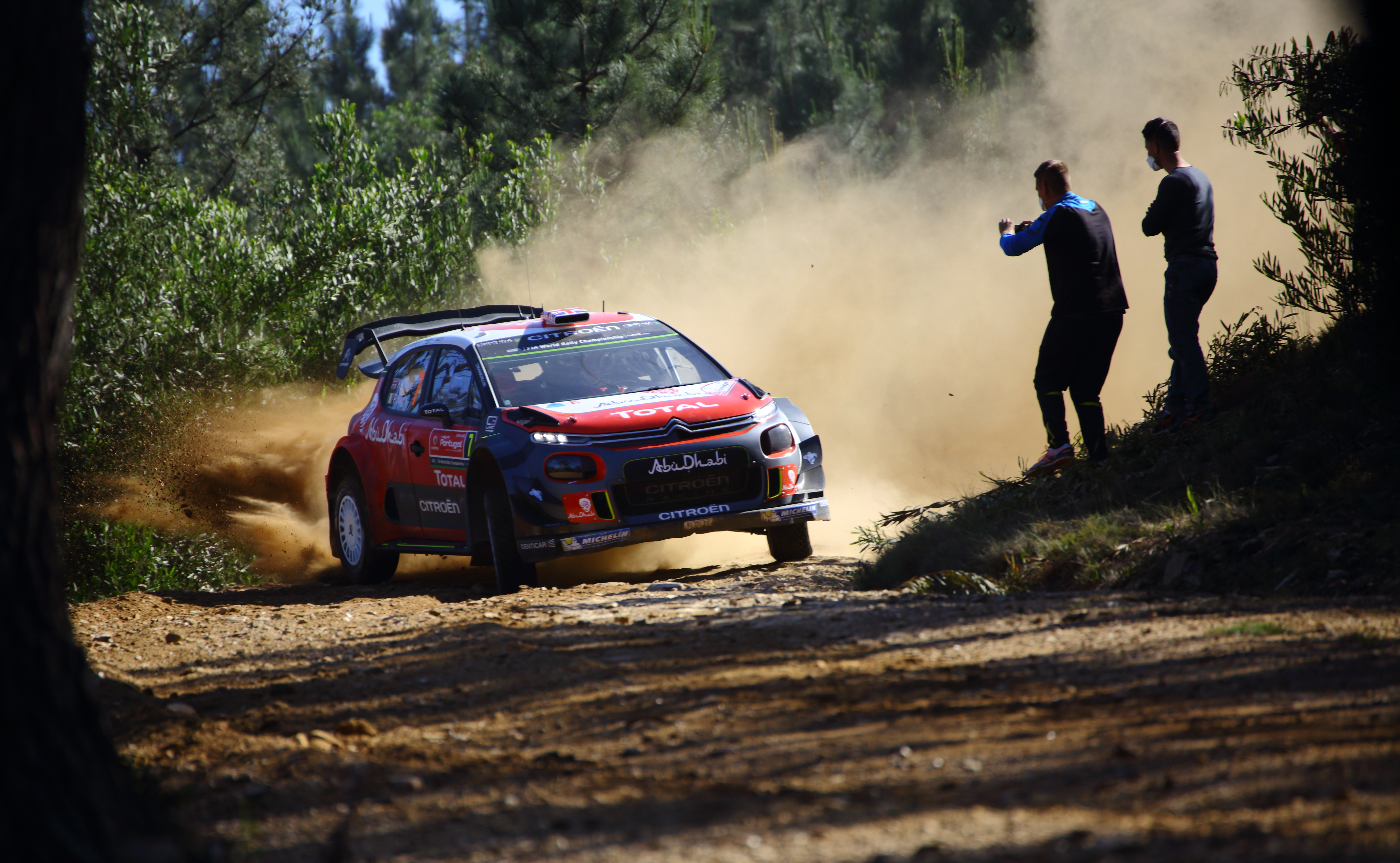
Kris Meeke under Rally Portugal 2017.